# Wissadula decora
Wissadula decora är en malvaväxtart som beskrevs av Spencer Le Marchant Moore. Wissadula decora ingår i släktet Wissadula och familjen malvaväxter. Inga underarter finns listade i Catalogue of Life.